# Takeshi Obata
Takeshi Obata (en japonès: 小畑 健, Obata Takeshi) (Niigata, Prefectura de Niigata, Japó, 11 de febrer de 1969) és un mangaka reconegut pels seus dibuixos, ja que habitualment treballa com artista principal amb altre escriptor.
Obata sempre es mostra molt interessat en el disseny de les robes dels seus personatges, a més de tenir un estil amb gran quantitat de detalls, molt popular entre els afeccionats.
La seva obra més coneguda és el manga Hikaru no Go (1998-2003), que va guanyar el premi Tezuka a la sèrie més prometedora de 2003. Tal va ser l'expectació que va crear que va posar de moda el joc "de vells" del Go entre els joves. Una altra de les seves gran obres és Death Note, un manga tremendament popular que va tenir la seva adaptació d'anime i de pel·lícula d'imatge real. El 8 d'agost del 2008 va començar a publicar el manga Bakuman, la seva nova obra.
Obata va enviar en 1985, a l'edat de 16 anys, la seva història 500, Kounen no Shinwa a l'editorial Shueisha. Després d'això, va treballar com ajudant amb el dibuixant de manga Makoto Niwano. En 1989 va publicar "Cyborg Jiichan G" sota el pseudònim de Ken Kobatake. Aquest manga va aparèixer en el Shonen Jump per a el qual va treballar durant els anys següents.